# Nucli preestel·lar
El nuclis preestel·lars són els vivers de nous estels, i són un fase primerenca en la formació d'estels de massa baixa, abans que el col·lapse gravitatori produeixi un protoestel central. La distribució espacial dels nuclis preestel·lars mostra la història de la seva formació, i la física que controla la seva creació.
La formació de la major part dels estels de la nostra galàxia té lloc en cúmuls i grups en grans núvols moleculars. aquests núvols presenten sovint turbulències, mostren amplituds de línies supersòniques i complexos camps magnètics que juguen rols crucials en la física del núvols. Les propietats dels nuclis preestel·lars dins dels núvols moleculars ajuda a la comprensió de processos físics a gran escala que dicta la formació estel·lar.